# FK Pohronie
FK Pohronie is een Slowaakse voetbalclub uit Žiar nad Hronom.
De club werd op 1 juni 2012 opgericht als fusie tussen Sokol Dolná Ždaňa (opgericht in 1929) en FK Žiar nad Hronom (opgericht in 1966). De club begon in de 3 liga waarin het in 2013 direct kampioen werd. In het seizoen 2018/19 werd Pohronie kampioen in de 2 liga waardoor het in het seizoen 2019/20 voor het eerst in de Fortuna Liga uitkomt.
Dunajská Streda · 
Dukla Banská Bystrica ·
FC Košice ·
Železiarne Podbrezová ·
MFK Ružomberok · 
Skalica ·
Slovan Bratislava · 
Spartak Trnava · 
AS Trenčín · 
MFK Zemplín Michalovce · 
FC ViOn Zlaté Moravce ·
MŠK Žilina